# Ilka Gedő
Ilka Gedő (26 de maig del 1921 – 19 de juny del 1985) va ser una pintora i artista gràfica hongaresa. Gedő és una de les figures més significatives, però al mateix temps, una de les menys conegudes de l'art hongarès del segle xx. Malgrat els seus pocs anys, ja mantenia un estret contacte amb artistes contemporanis, historiadors de l'art, escriptors i filòsofs, la seva obra artística universalment significativa és inigualable. Aquesta pot ser la raó per la qual la seva feina segueix sent, en gran part, inexplorada. L'obra d'Ilka Gedő no es tracta simplement d'una variació dels gestos artístics contemporanis. La seva obra es troba fora del corrent principal, es desvia d'ell, i com a tal, és considerada una irritació per a l'art hongarès (la sèrie 1946-1949 autoretrat, per exemple, és definitivament un irritació dins d'aquest tipus d'art). Al mateix temps, però, aquest art no és una innovació que provoca el desig per a l'anàlisi a causa del seu valor informatiu, és el resultat d'una síntesi absolutament conscient. Les pintures a l'oli de l'època entre 1970 i 1985 capturen la tensió entre els aspectes intel·lectuals i emocionals i no presenten similituds amb la pintura hongaresa.